# Gare de Fleurville - Pont-de-Vaux
Gare de Fleurville - Pont-de-Vaux vasútállomás Franciaországban, Fleurville településen.

## Vasútvonalak
Az állomást az alábbi vasútvonalak érintik:
- Párizs–Marseille-vasútvonal

## Kapcsolódó állomások
A vasútállomáshoz az alábbi állomások vannak a legközelebb:
- Gare de Senozan
- Gare de Tournus